# Gádoros Lajos

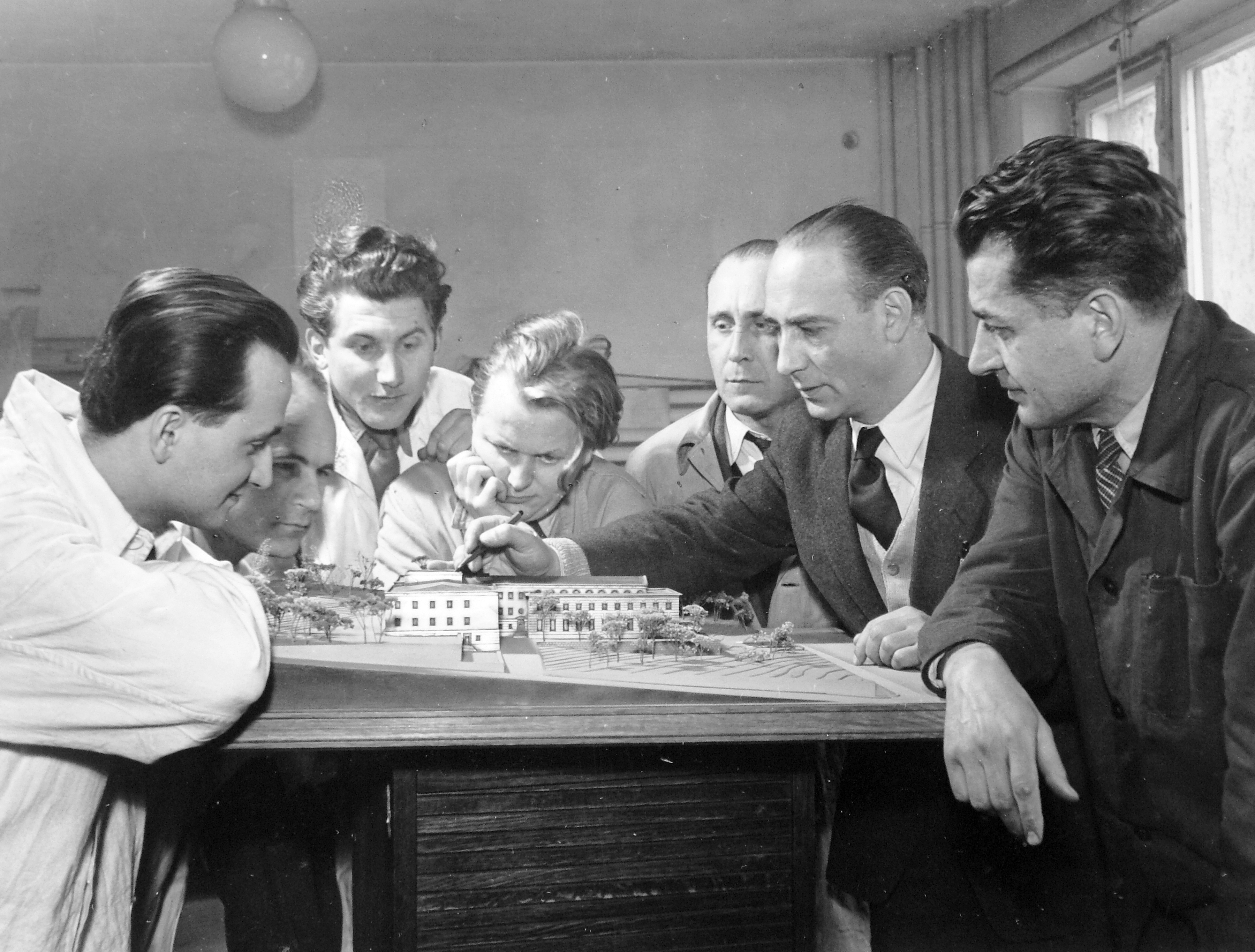
Gádoros Lajos (jobbról a második, tőle balra Mühlbacher István, Molnár Péter) a Középület Tervező Intézet igazgatója kollégáinak bemutatja a Szinkron-műterem makettjét

Gádoros Lajos (eredetileg Gonda) (Erzsébetfalva, 1910. június 23. – Budapest, 1991. március 11.) magyar építész, belsőépítész, bútortervező és egyetemi tanár.

## Életpályája
Szakmai pályáját apja, Gonda Emil asztalosműhelyében inasként kezdte, majd 1926-ban felvették a Magyar Királyi Iparművészeti Iskola bútortervező szakára, ahol többek között Kaesz Gyula és Weichinger Károly voltak a tanárai. Weichinger javaslatára tanulmányait Stuttgartban folytatta Paul Bonatz nál a Technischen Hochschule-n (1929-1930), majd a düsseldorfi Állami Művészeti Akadémián (Kunstakademie Düsseldorf) Clemens Holzmeister növendékeként. 1933-ban hazatért Magyarországra. Hazatérését követően Nagy Antal és fia bútorgyárnak tervezett bútorokat és lakásberendezéseket, utána Kozma Lajos irodájának lett alkalmazottja. 1935-től Kaesz Gyula tervezőirodájának volt a munkatársa, a harmincas évek második felétől pedig önállóan is vállalt megbízásokat (családi házak, portálok és enteriőrök). Több tervpályázaton Vince (Weiss) Pállal indult közösen, akivel az Iparművészeti Iskolában, Stuttgartban és Düsseldorfban is együtt tanult. 1941-től több ízben behívták katonai szolgálatra: utásztisztként megjárta az orosz frontot, összekötő tisztként szolgált a magyar és német csapatok között, végül német területen amerikai hadifogságba esett. 1943-ban Preisich Gáborral társult, közös magánirodájuk 1948-ig működött, amikor mindketten beléptek az első állami tervezővállalatba. 
A háborút követően, 1945-1947 között az Építésügyi Kormánybiztosságon és a Fővárosi Közmunkák Tanácsánál dolgozott. Veres Péter építésügyi miniszter megbízása alapján egyik tervezője volt (Benkhard Ágost, Gábor László, Preisich Gábor, Rudnai Gyula mellett) a Fonciére Biztosító romos bérházából átalakított egykori Belügyminisztérium épületének (1947-49). Preisich Gáborral közösen készített tervvel vettek részt a MÉMOSZ székház meghívásos pályázatán 1947-ben, a kivitelre a megbízást Perczel Károllyal, Perényi Imrével és Szrogh Györggyel közösen kapták meg 1948-ban. Részt vett a helyreállított margitszigeti Nagyszálló berendezésének tervezésében is. Az 1945-ben megalakult Magyar Művészeti Tanács Iparművészeti Szaktanácsának tagjává választották. 1946-ban az akkor létrejött Új Építészet Körének titkára lett. 1947 decemberében pedig Perényi Imrével megalapította a magántulajdonban működő Építéstudományi Központot. 1948-ban az Állami Építéstudományi Intézet (ÉTI) alkalmazottja , majd az abból 1948 decemberében kiváló Magasépitési Tervező Iroda (MATI) Lakásépítési Osztályának vezetője lett. A MATI 1949 őszi átalakulásakor az újonnan létrehozott Középülettervező Iroda Nemzeti Vállalat (KÖZTI) igazgatójává nevezték ki. Sikerült a legnevesebb tervezőket (többek között id. Janáky István, Rimanóczy Gyula, Kotsis Iván, Medgyaszay István) megnyernie a KÖZTI számára, mely ennek következtében a háború utáni első időszak építészetének egyik meghatározó műhelye lett.
Az 1956-os események nyomán benyújtotta lemondását az igazgatói posztról, és bár munkatársai marasztalták, végül távozott a KÖZTI-től. 1957-1960 között az Általános Épülettervező Vállalat (ÁÉTV) tervezője és főépítésze volt. Ehhez az időszakhoz kapcsolódik többek között a brüsszeli világkiállítás magyar pavilonjának tervezése, mely elnyerte a kiállítás Arany Csillagát, továbbá a pécsi klinika tervezése. Sávoly Pál mellett fontos szerepet játszott az Erzsébet híd újjáépítésében (1961-1964) 1960-ban a Budapesti Műszaki Egyetem Építészmérnöki Karán a Rajzi Tanszék vezetője lett, majd egykori tanárától, Weichinger Károlytól 1966-ban átvette a Középülettervezési Tanszéket. 1976-ban lemondott a Középülettervezési Tanszék vezetéséről, 1980-ban, hetvenéves korában pedig nyugdíjba vonult. Utolsó munkája a Vadaskert Kórház és Szakambulancia épületegyüttese koncepciójának kidolgozása volt 1989-ben. Hagyatéka a család jóvoltából 1994-ben a Magyar Építészeti Múzeumba került.
Kétszer kapta meg az Ybl-dij I. fokozatát, először 1953-ban a „budapesti Szinkron műterem épületéért”, majd 1958-ban, Németh Istvánnal megosztva „a brüsszeli világkiállítás magyar pavilonjának építészeti tervéért”. Ugyanezért, szintén 1958-ban a belga uralkodó a belga koronarend lovagi fokozatát adományozta neki. 1962-ben a Magyar Tudományos Akadémián elnyerte a műszaki tudományok kandidátusa fokozatot. Tagja volt az MTA Épitészettudományi Bizottságának. Utolsó kitüntetése 1984. június 18-i keltezésű, dr. Polinszky Károly rektor aláírásával, amelyben „dr. Gádoros Lajos nyugalmazott egyetemi tanárnak a Budapesti Műszaki Egyetem emlékérmét adományozzák, kiemelkedő oktatói tevékenységéért.”

## Díjai, elismerései
- Ybl-díj (1953) (1958)

## Főbb művei
- 1935-36 Emmer család villája, Budapest, XII. Sasfiók utca 4.
- 1936 Veres Fotó Optika portál, Budapest, V. Vörösmarty tér 6.
- 1936-37 Flam Gizella nyaralója, Siófok, Déva utca 3.
- Koestlin édességboltok portálja és belsőépítészeti kialakítása
- 1946 Perutz Félix bognárházának átépítése, Kerteskő
- 1947 Metalloglobus portál, Budapest V. Bajcsy-Zsilinszky út 24. – Arany János utca 35. (Preisich Gáborral)
- 1948-1949 Csepel Béke téri lakóház (Schall Józseffel), számos példányban megépült Újpesten, Salgótarjánban, Diósgyőrben és Pécsett.
- 1947-1950 MÉMOSZ-székház, Budapest VI. Dózsa György út 84/A (Perényi Imrével, Preisich Gáborral, Szrogh Györggyel)
- 1947-1951 Belügyminisztérium (ma az Országgyűlés irodaháza), Budapest, Jászai Mari tér (Benkhard Ágosttal, Gábor Lászlóval, Preisich Gáborral, Rudnai Gyulával)
- 1952-1954 Szinkronműterem, Budapest II. Vörös Hadsereg útja (ma Hűvösvölgyi út) 64-66. (Mühlbacher Istvánnal)
- 1953 A győri színház terve Belsőépítész: Németh István. (nem épült meg)
- 1958 A brüsszeli világkiállítás magyar pavilonja Belsőépítész: Németh István.
- 1961 Olimpia étterem, Pécs, Uránváros Belsőépítész: Fekete György.
- 1957-1966 Pécsi Orvostudományi Egyetem
- 1989 Vadaskert Kórház modellje Építész: Krikovszky Péter

### Könyvei
- A korszerű lakás térszükséglete és berendezése, Budapest, 1946.
- A lakás berendezése és méretezése, Budapest, 1956.
- Középületek tervezése, Budapest, 1978.

### Válogatott írásai
- Gádoros Lajos: A Pauler-utcai telektömbök beépítése. Tér és Forma 1947/11. pp. 246–248.
- Gádoros Lajos: A bútor mint a lakás tervezés alapja. Új Építészet 1948/6. pp. 227–234.
- Gádoros Lajos: Lakásépítkezésünk eredményei és tanulságai. Építészet-Építés 1949/1-2. pp. 11–16.
- Gádoros Lajos: Brüsszeli világkiállítás 1958. Magyar Építőművészet 1959/1-2. pp. 5–67.
- Gádoros Lajos: Korszerű klinikák tervezésének néhány elvi kérdése. Építés és Közlekedéstudományi Közlemények 1962/1. pp. 101–127.
- G.L. [Gádoros Lajos]: Pécsi Orvostudományi Egyetem Klinikai Főépülete. Magyar Építőművészet 1967/2. pp. 10–16.
- Gádoros Lajos: Reálisan a szocialista realizmusról. Magyar Építőművészet 1984/3. pp. 17–19.
- Gádoros Lajos: A brüsszeli világkiállítás magyar pavilonjáról. Magyar Építőművészet 1988/3. pp. 34–35.

## Kiállítások
- Gádoros Lajos (1910-1991) építész emlékkiállítása a HAP Galériában 2010. október 12- november 12.
- Ungarn – Bauten der Aufbruchszeit 1945–1960. Ausstellungszentrum im Ringturm 2014. március 26 – május 2.
- Magyarország – egy új korszak építészeti alkotásai Fuga 2014. május 22.
- Ungarn – Architektur der „langen 1960er Jahre“ Ausstellungszentrum im Ringturm 2017. április 5. – május 26.
- Magyarország – a hosszú 60-as évek építészete Fuga 2017. október 2.